# Conway (Karolina Północna)
Conway – miasto w Stanach Zjednoczonych, w stanie Karolina Północna, w hrabstwie Northampton.